# Saint-Mandé-sur-Brédoire
Saint-Mandé-sur-Brédoire är en kommun i departementet Charente-Maritime i regionen Nouvelle-Aquitaine i västra Frankrike. Kommunen ligger  i kantonen Aulnay som ligger i arrondissementet Saint-Jean-d'Angély. År 2022 hade Saint-Mandé-sur-Brédoire 298 invånare.

## Befolkningsutveckling
Antalet invånare i kommunen Saint-Mandé-sur-Brédoire
Referens:INSEE